# Villarrobledo
Villarrobledo é um município da Espanha na província de Albacete, comunidade autónoma de Castilla-La Mancha, de área 861,25 km² com população de 24729 habitantes (2005) e densidade populacional de 28,26 hab/km².

## Demografia
| Variação demográfica do município entre 1991 e 2005 | Variação demográfica do município entre 1991 e 2005 | Variação demográfica do município entre 1991 e 2005 | Variação demográfica do município entre 1991 e 2005 |
| --------------------------------------------------- | --------------------------------------------------- | --------------------------------------------------- | --------------------------------------------------- |
| 1991                                                | 1996                                                | 2001                                                | 2005                                                |
| 20705                                               | 22165                                               | 22725                                               | 24729                                               |

## Património
- Igreja de San Blas
- Conventos
- Câmara Municipal
- Moinho farinheiro

## Galeria de imagens

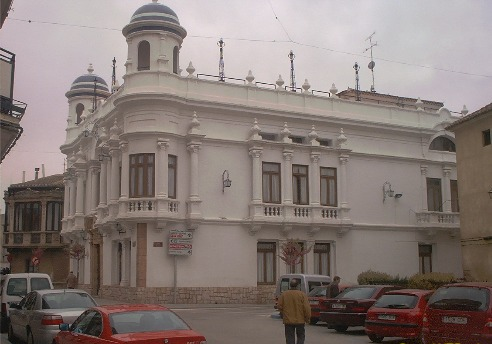
Círculo Mercantil e Industrial
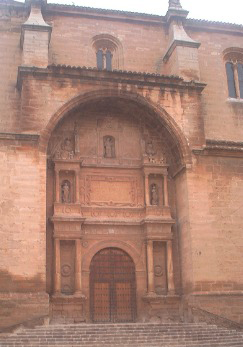
Puerta Renacentista de San Blas
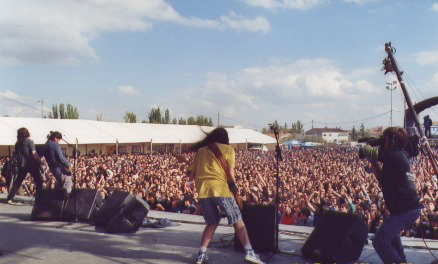
Festival Viña Rock
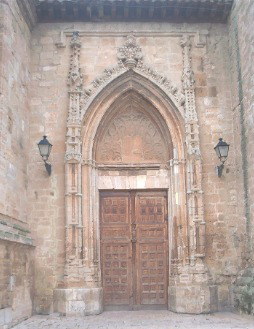
Puerta Gótica de San Blas
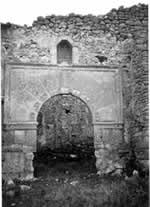
Iglesia de Moharras
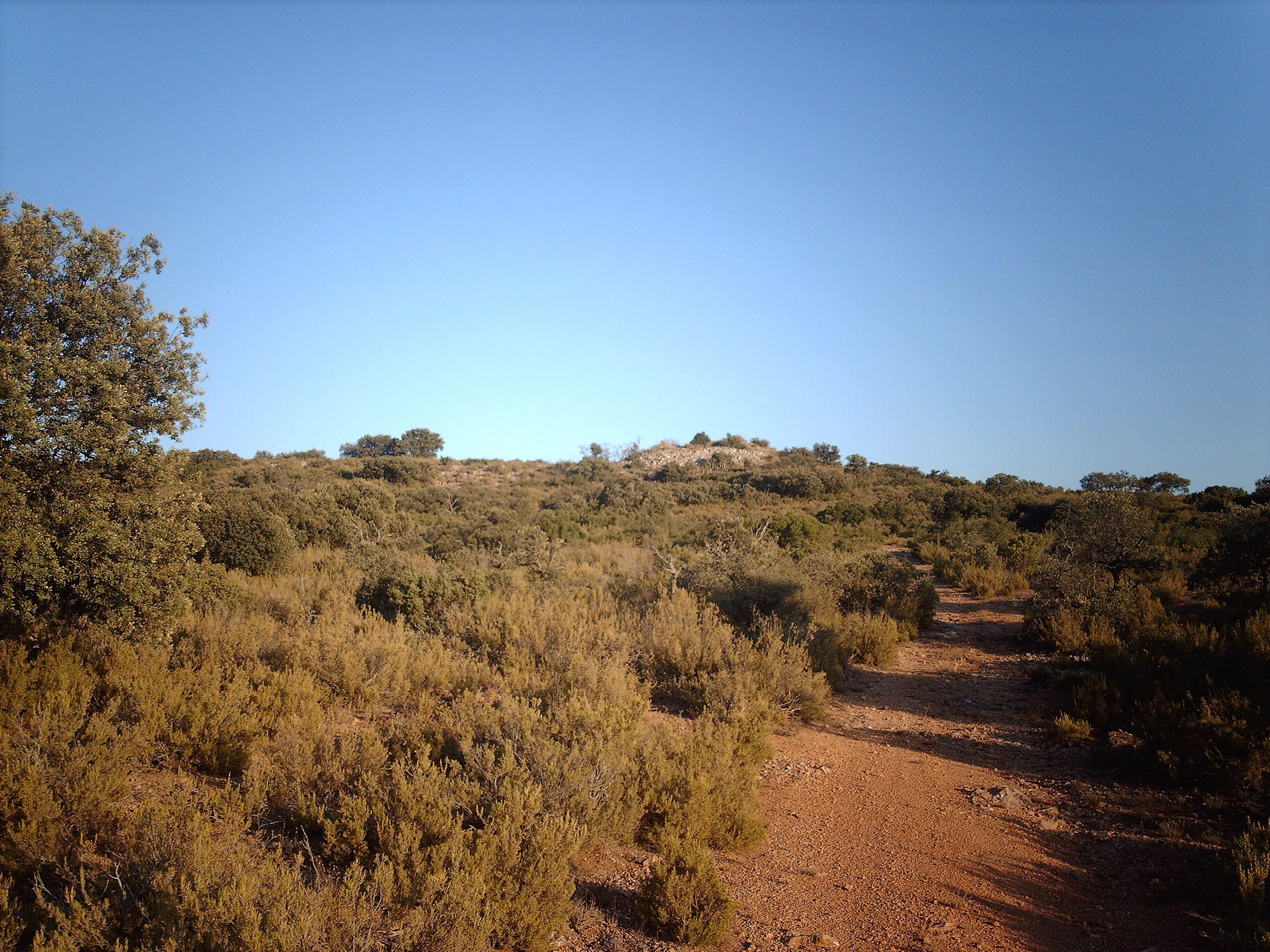
Cerro de La Encantá
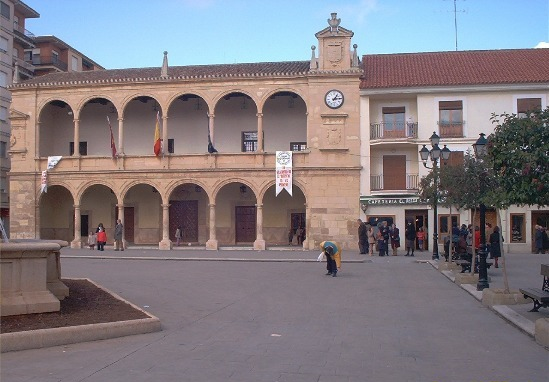
Ayuntamiento
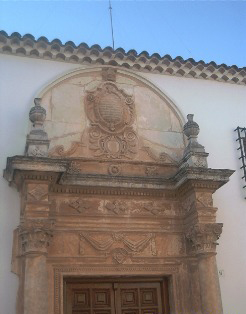
Casa solariega
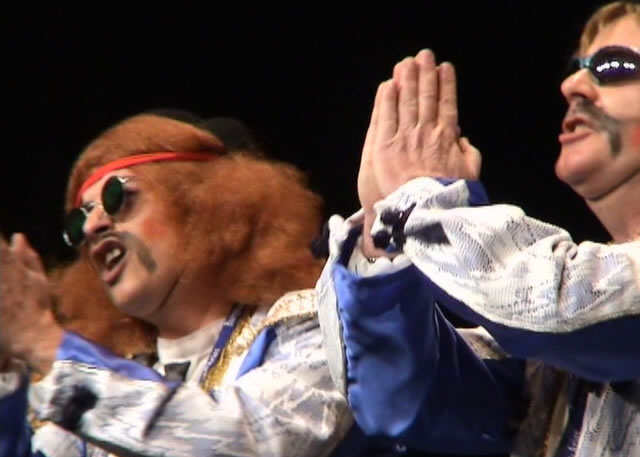
Chirigota del Carnaval
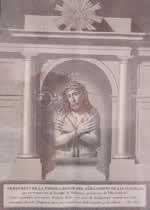
Cristo de las Injurias
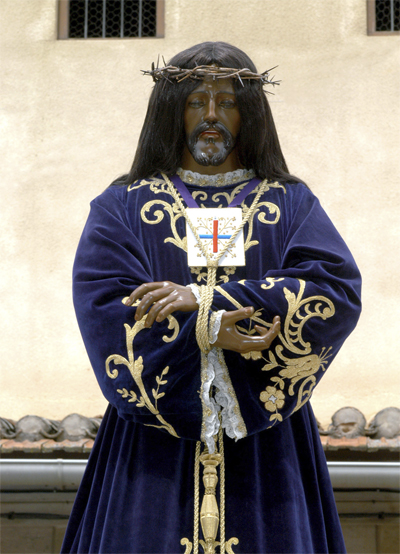
Jesús de Medinaceli
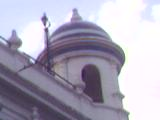
Cúpula del Círculo Mercantil

## Economia
A economia local baseia-se na indústria vinícola, láctea e queijeira.